# Tau Scorpii
Tau Scorpii (Alniyat, Al Niyat, 23 Scorpii) é uma estrela na direção da constelação de Scorpius. Possui uma ascensão reta de 16h 35m 52.96s e uma declinação de −28° 12′ 57.5″. Sua magnitude aparente é igual a 2.82. Considerando sua distância de 430 anos-luz em relação à Terra, sua magnitude absoluta é igual a −2.78. Pertence à classe espectral B0V.